# Paul Lemerle
Paul Lemerle (Paris, 22 de abril de 1903 – Paris, 17 de julho de 1989) foi um historiador francês especialista no Império Bizantino (bizantinista).

## Carreira
Lecionou na Escola Francesa de Atenas (1931-1941), posteriormente na Faculdade de Ciências Humanas da Universidade de Borgonha em Dijon (1942 a 1947), na École pratique des hautes études (1947-1968), na Sorbonne (1958-1967) e, finalmente, no Colégio de França (1967-1973). Completou sua tese de doutorado em 1945, sobre a cidade de Filipos na Macedônia Oriental, durante o período bizantino.
Foi ainda presidente e fundador da Associação Internacional de Estudos Bizantinos (AIEB).

## Trabalhos
- Le style byzantin. 1943.
- Philippes et la Macédoine orientale à l'époque chrétienne et byzantine. Thèse de doctorat, Paris, 1945.
- L'émirat d'Aydin, Byzance et l'Occident. 1957.
- Histoire de Byzance. 1960. Translated into English as A history of Byzantium. 1964.
- Élèves et professeurs à Constantinople au Xe siècle. 1969.
- Le premier humanisme byzantin. 1971. Translated into English as Byzantine humanism, the first phase. 1986.
- Cinq études sur le XIe siècle Byzantin. 1977.
- Le monde de Byzance. 1978.
- Les plus anciens recueils des miracles de Saint Démétrius et la pénétration des Slaves dans les Balkans. 1979.
- The agrarian history of Byzantium from the origins to the twelfth century. 1979.
- Essais sur le monde byzantin. 1980.